# Ambasciata d'Italia a Lusaka
L'ambasciata d'Italia a Lusaka è la missione diplomatica della Repubblica Italiana nella Repubblica dello Zambia, con accreditamento secondario presso il Malawi. Essa funge anche da rappresentanza permanente presso il Mercato comune dell'Africa orientale e meridionale.
L'Ambasciata a Lusaka è ubicata nel Diplomatic Triangle, sede di molte altre Rappresentanze diplomatiche ed uffici ministeriali zambiani, tra cui il Ministero degli Affari Esteri. La struttura si trova all'interno dell'Embassy Park. La Residenza è situata invece nella zona residenziale di Kabulonga.

## Altre sedi diplomatiche dipendenti
Esiste inoltre una rete consolare italiana, dipendente dalla Cancelleria consolare dell'ambasciata:
| Tipologia                | Sede     | Zona di competenza                         |
| ------------------------ | -------- | ------------------------------------------ |
| Corrispondente consolare | Ndola    |                                            |
| Corrispondente consolare | Kitwe    |                                            |
| Consolato onorario       | Lilongwe | Malawi (regioni Centrale e Settentrionale) |
| Vice Consolato onorario  | Blantyre | Malawi (Regione Meridionale)               |